# Нуса-Дуа
Нуса-Дуа (Nusa Dua) — туристическая курортная зона на юге острова Бали, в 25 километрах от его столицы Денпасара. Административно относится к району Южная Кута. Представляет собой восточную оконечность полуострова Букит. Популярное место для туризма, отдыха и занятий кайтсёрфингом. На территорию Нуса-Дуа ограничен доступ транспорта (только три охраняемых въезда), здесь сконцентрировано большое количество отелей высоких категорий и класса «люкс».
В декабре 2007 года в Нуса-Дуа проходила конференция ООН по вопросам изменения климата, а в сентябре 2013 — конкурс красоты Мисс мира. В ноябре 2022 года здесь прошёл саммит G-20, который Индонезия приняла впервые.

## Пляж Гегер
Пляж Гегер расположен в Савангане, примерно в 3 километрах от южного района Нуса-Дуа. Море преимущественно спокойное, поэтому фермеры выращивают здесь водоросли, а туристы приезжают поплавать.

## Удар волны
Местечко под названием «Удар волны» расположено в районе Bali Tourism & Development Corporation (BTDC), здесь большие волны морской воды из Индийского океана постоянно разбиваются о зубчатые известняковые края скалы. Удар волны — это результат сужения скалы ниже скалы, которая направляет всплеск воды высотой до 30 метров от ее основания после сильных течений. Это явление приводит к гигантским всплескам волн, которые могут достигать нескольких метров в высоту. Этот район обеспечивает 240-градусный обзор морского пейзажа, который граничит с ограждениями.

## Танджунг-Беноа
К северу от анклава Нуса-Дуа находится полуостров Танджунг-Беноа, который включает в себя более дешевые отели, а также деревню Беноа. Это многоконфессиональный район, он включает в себя мечеть и китайские и индуистские храмы, расположенные рядом друг с другом. Большая часть песка на пляже была размыта в результате добычи строительных материалов на близлежащем коралловом рифе.
Порт Беноа, расположенный там, раньше предназначался для яхт и небольших судов. В декабре 2012 года он стал перевалочным пунктом международного терминала круиза Беноа, служа одновременно пунктом посадки и высадки круизных пассажиров. Туристы могут прибыть или покинуть порт Беноа либо самолетом, либо круизным судном.
26 декабря 2012 года губернатор Бали подписал разрешение на использование, развитие и управление районом залива Беноа. 838 гектаров, отвоеванных компанией PT Tirta Wahana Bali International, будут использованы для роскошных туристических объектов, таких как отели, виллы, апартаменты, международная больница и развлекательные центры, такие как тематический парк Диснейленд.

## Галерея
- Пляж Нуса-Дуа
- Полуостров Нуса-Дуа-Клиф с видом на Индийский океан
- Гейзерная морская волна на одном из двух островков Нуса-Дуа
- Входные ворота в Нуса-Дуа